# Riskoger
|  | Riskoger kan også være slang for en asiatisk produceret knallert. |
En riskoger  er en elektrisk maskine til at koge ris i. 
- Wikimedia Commons har flere filer relateret til Riskoger

| Mad og drikke | Spire Denne artikel om mad og drikke er en spire som bør udbygges. Du er velkommen til at hjælpe Wikipedia ved at udvide den. |